# NGC 3142
NGC 3142 é uma galáxia lenticular (S0) localizada na direcção da constelação de Sextans. Possui uma declinação de -08° 28' 46" e uma ascensão recta de 10 horas, 10 minutos e 06,4 segundos.
A galáxia NGC 3142 foi descoberta em 5 de Maio de 1836 por John Herschel.